# Fotex
A Fotex Rt., majd Nyrt. magyar–amerikai vállalkozás. A Fotex-csoport fő tulajdonosa Várszegi Gábor volt.

## Története
Várszegi Gábor az 1980-as években az Amerikai Egyesült Államokba ment, ahol egy gyémántokkal foglalkozó cég elnöke lett. Hazatérése után 1984-ben megalapította a Fotex Első Amerikai-Magyar Fotószolgáltatási Kft.-t, a későbbi Fotex Rt. jogelődjét. Ez egy olyan magáncég volt, amely expressz fotókidolgozással foglalkozott, és 14 boltból álló hálózattal rendelkezett.
A rendszerváltás után Várszegi korábbi magyar állami vállalatokat szerzett meg, és megszervezte a Fotex-csoportot, amelyhez tartozott például a Keravill. (A Keravill 2004 decemberében megszűnt.)
A Fotex Rt. vezérigazgatója 1999-től 2001-ig Csepi Lajos volt.
A 2008-at követő válság megrázta a Fotex-csoportot is: az Ajka Kristály 2009-ben csődvédelmet kért. Nehéz helyzetbe került a Balaton Bútor is.
2012-ben a Fotex céget kivezették a BÉT-ről. 